# کایل رایدآوت
کایل رایدآوت (انگلیسی: Kyle Rideout؛ زادهٔ ۹ نوامبر ۱۹۸۴) بازیگر، صداپیشه، نویسنده، کارگردان فیلم اهل کانادا است. وی از سال ۲۰۰۴ میلادی تاکنون مشغول فعالیت بوده‌است.
از فیلم‌ها یا مجموعه‌های تلویزیونی که وی در آن‌ها نقش داشته‌است می‌توان به سوپرنچرال، آی‌زامبی، افسانه‌های فردا، ددپول و وارکرفت اشاره نمود.